# Galeàs I Visconti
Galeàs I Visconti, en italià Galeazzo I Visconti, (? 1277 - Pèscia 1328) fou un noble italià que va ser senyor de Milà entre 1322 i 1327.

## Orígens familiars
Va néixer el 21 de gener de 1277 en lloc desconegut, fill del senyor Mateu I Visconti i Bonacosa Borri. Era net per línia paterna de Teobald Visconti i Anastasia Pirovano, i germà de Joan Visconti, Lluc Visconti i Esteve Visconti.

## Núpcies i descendents
Es va casar el 24 de juny de 1300 amb Beatriu d'Este, filla d'Opizzo II d'Este. D'aquesta unió nasqueren:
- Assó Visconti (1302-1339), senyor de Milà
- Ricarda Visconti (?-1361), casada el 1329 amb Tomàs II de Saluzzo

Tingué una filla il·legítima, Caterina, que es va casar amb Alaone Spinola.

## Senyor de Milà
El 1298 fou nomenat potestat de Novara, càrrec que va exercir fins al 1299. El 1301 la família Visconti va ser obligada a abandonar la ciutat de Milà, i es van exiliar a la cort dels Este i Bonacolsi durant set anys. El 1322 Galeàs fou nomenat capità del poble, títol atorgat en aquella ocasió al senyor de Milà, però fou forçat a abandonar la ciutat per una revolta incitada pel seu cosí Lodrisio Visconti, tot i que va poder retornar-hi al cap de poc.
Amb el suport de l'emperador Lluís IV de Baviera va derrotar a Vaprio d'Adda l'exèrcit enviat contra ell pel papa Joan XXII, però el 5 de juliol de 1327 fou deposat del seu càrrec després de ser acusat de traïció per part del seu germà Marc Visconti i la ciutat fou ocupada per les tropes imperials. Va ser empresonat a Monza a la presó de la qual fou alliberat el març de 1328. Es va refugiar cap a la cort del gibel·lí Castruccio Castracani de la ciutat de Pescia, on va morir el 6 d'agost del mateix any.